# Lucien De Brauwere
Lucien De Brauwere (Oudenaarde, 10 juni 1951 - Petegem-aan-de-Schelde, 17 oktober 2020) was een Belgisch wielrenner.

## Carrière
De Brauwere reed vier grote rondes waarvan hij enkel eenmaal de ronde van Spanje uit reed. Hij won een aantal kleinere wedstrijden en nam in 1972 deel aan de wegwedstrijd op de Olympische spelen waar hij 59e werd.

## Overwinningen
1972
- Circuit du Hainaut
- Belgisch kampioenschap op de weg (elite zonder contract)

1973
- 1e etappe Etoile des Espoirs
- Péruwelz
- 4e etappe deel a Ronde van Luxemburg
- GP Paul Borremans

1975
- Nederename

## Resultaten in de voornaamste wedstrijden
| Jaar | Ronde van Italië | Ronde van Frankrijk | Ronde van Spanje |
| ---- | ---------------- | ------------------- | ---------------- |
| 1973 |                  | opgave              |                  |
| 1974 |                  | buiten tijd         |                  |
| 1975 |                  | opgave              | 49e              |

| Jaar | Milaan-San Remo | Ronde van Vlaanderen | Parijs-Roubaix |
| ---- | --------------- | -------------------- | -------------- |
| 1973 |                 | 25e                  |                |
| 1974 | 105e            |                      | 46e            |
| 1975 |                 |                      |                |

Wielerploegen van Lucien De Brauwere
Coquery ·
Corbeau ·
Coroller ·
G. David ·
W. David ·
De Brauwere ·
De Muynck ·
De Witte ·
Dedeckere ·
Delcroix ·
Demeyer ·
Dierickx ·
Ducreux ·
Dury ·
Fontaine ·
Godefroot ·
Goossens ·
Legeay ·
Leveau ·
Maertens ·
Martens ·
Mendes ·
Misac ·
Molineris ·
Pollentier (vanaf 01/05) ·
Rébillard ·
Sanquer ·
Sersté ·
Van Damme ·
Van De Vijver ·
Van der Slagmolen ·
Van Lancker · 
Van Landeghem ·
Van Olmen ·
Vantyghem ·
Vanmarcke ·
Verplancke ·
Verschaeve (vanaf 01/06) ·
Wijckaert
Cael ·
Catteeuw (tot 30/06) ·
Cuyle (vanaf 09/08) ·
David ·
De Brauwere ·
De Witte ·
Dedeckere ·
Demedts ·
Demeyer ·
Fontaine ·
Godefroot ·
Goossens ·
Hendrickx (tot 30/06) ·
Jacques (vanaf 09/08) ·
Maertens ·
Martens ·
Pollentier ·
Van Damme ·
Van De Maele ·
Van De Vijver ·
Van Looy ·
Van Malderghem ·
Van Moer · 
Vanackere ·
Verplancke ·
Verschaeve